# Lovro Demo
Lovro Demo (Zagabria, 15 agosto 1994) è un ex cestista croato.

## Palmarès
- Lega Adriatica: 1

Cibona Zagabria: 2013-14